# Gyrtonides albifascia
Gyrtonides albifascia är en fjärilsart som beskrevs av George Francis Hampson 1912. Gyrtonides albifascia ingår i släktet Gyrtonides och familjen trågspinnare. Inga underarter finns listade i Catalogue of Life.